# Nephin
Nephin (iriska: Neifinn) är ett berg i republiken Irland.   Det ligger i grevskapet Maigh Eo och provinsen Connacht, i den nordvästra delen av landet, 220 km väster om huvudstaden Dublin. Toppen på Nephin är 806 meter över havet.
Terrängen runt Nephin är kuperad åt sydväst, men åt nordost är den platt. Nephin är den högsta punkten i trakten. Runt Nephin är det mycket glesbefolkat, med 7 invånare per kvadratkilometer. Närmaste större samhälle är Ballina, 17,5 km nordost om Nephin. Trakten runt Nephin består i huvudsak av gräsmarker.